# Banquière
Die Banquière ist ein kleiner Fluss in Frankreich, der im Département Alpes-Maritimes in der Region Provence-Alpes-Côte d’Azur verläuft.

## Verlauf
Sie entspringt unter dem Namen Ruisseau de Péloubié an der Südwestflanke des Mont Férion (1412 m) im Gemeindegebiet von Levens, entwässert generell Richtung Süd bis Südost, ändert noch mehrfach seinen Namen auf Ruisseau de Gorge Obscure und Rio Sec, erreicht schließlich das Stadtgebiet von Nizza und mündet hier nach rund 19 Kilometern als rechter Nebenfluss in den Paillon.

## Orte am Fluss
(Reihenfolge in Fließrichtung)
- Sainte Claire, Gemeinde Levens
- Laval, Gemeinde Levens
- Tourrette-Levens
- Falicon
- Saint-André-de-la-Roche
- Nizza